# Fully Loaded 2.5
Pour les articles homonymes, voir Fully Loaded (homonymie).
Albums de Lord Kossity
Fully Loaded 2
(2013)
Fully Loaded 2.5 est le douzième album du musicien français Lord Kossity, sorti en 2013 sur son propre label Lord Ko Publishing.

## Liste des titres
| No  | Titre                                                   | Durée |
| --- | ------------------------------------------------------- | ----- |
| 1.  | Bubble Up                                               | 2:14  |
| 2.  | Da One for Me (feat. Mr Vegas)                          | 3:21  |
| 3.  | Barbecue                                                | 3:22  |
| 4.  | Week-End Love (feat. Jimmy Sissoko)                     | 2:53  |
| 5.  | Fly Girl                                                | 2:56  |
| 6.  | Je rentre seul                                          | 2:35  |
| 7.  | Party (feat. Demarco)                                   | 3:10  |
| 8.  | Real Shotta                                             | 2:45  |
| 9.  | Cream (feat. Dany Boss et Vybz Kartel)                  | 3:50  |
| 10. | Hello Haterz (feat. Ryso)                               | 4:35  |
| 11. | Money in My Pocket                                      | 2:51  |
| 12. | Money Fi Run                                            | 3:19  |
| 13. | Gangsta World (feat. Compton Menace et Nu Jerzey Devil) | 4:20  |
| 14. | Hey Girl                                                | 3:22  |
| 15. | Till We Dead                                            | 2:10  |
| 16. | Warning                                                 | 3:03  |
| 17. | Ready Now                                               | 2:41  |
| 18. | Le Sommet (feat. Jango Jack)                            | 3:35  |
| 19. | Viens avec moi                                          | 3:29  |